# Balagos – Flying Flame
De Balagos - Flying Flame (voorheen Tornado) is een stalen achtbaan in het Nederlandse attractiepark Avonturenpark Hellendoorn. Veel mensen kennen de achtbaan als "Tornado", de originele naam die de achtbaan tot en met 2020 droeg. De achtbaan werd tussen eind 2020 en begin 2021 gerenoveerd, waarbij onder andere de trein en het kleurschema van de baan veranderde.

## Geschiedenis
De achtbaan werd in 1990 gebouwd door Vekoma en was, na de Python in de Efteling, de tweede achtbaan van de Nederlandse fabrikant op Nederlands grondgebied. Destijds had de baan een gele kleur met groene pilaren en droeg het de naam Tornado. Deze naam is overgenomen van de fabrikant, die dezelfde naam hanteert voor dit specifieke baanmodel. De achtbaan opende in 1990 als onderdeel van een plan om meer grotere attracties voor oudere kinderen en volwassenen te realiseren. 
In het najaar van 2020 begon een ingrijpende renovatie. De naam veranderde van Tornado naar Balagos - Flying Flame, er kwam een verhaallijn, een nieuwe trein en de kleurstelling werd vernieuwd. Zo werden de steunpilaren zwart geverfd en de baandelen oranje. De nieuwe trein is geleverd door Sunkid Heege en beschikt in tegenstelling tot de oude trein over heupbeugels in plaats van schouderbeugels. Dit komt de ritbeleving ten goede. Het nieuwe thema komt overeen met dat van de naastgelegen attractie Drakennest. De vernieuwde achtbaan was op 10 april 2021 voor het eerst toegankelijk voor het publiek.

## Technisch
Tijdens de optakeling wordt een hoogte van 25 meter bereikt, waarna de attractie met een draaiende beweging een afdaling maakt en direct in een looping terechtkomt. Vlak hierna volgt een kurkentrekker. Tijdens de 68 seconden durende rit behaalt de achtbaan een topsnelheid van 73 km/u en wordt een afstand van 460 meter afgelegd. In de trein is plaats voor maximaal 28 personen. De achtbaan is een standaard model van de fabrikant en is in twee andere attractieparken te vinden: in Tusenfryd en Tokyo Summerland. Ook zijn er wereldwijd modellen te vinden waarbij de looping vervangen is door een tweede kurkentrekker.

## Afbeeldingen

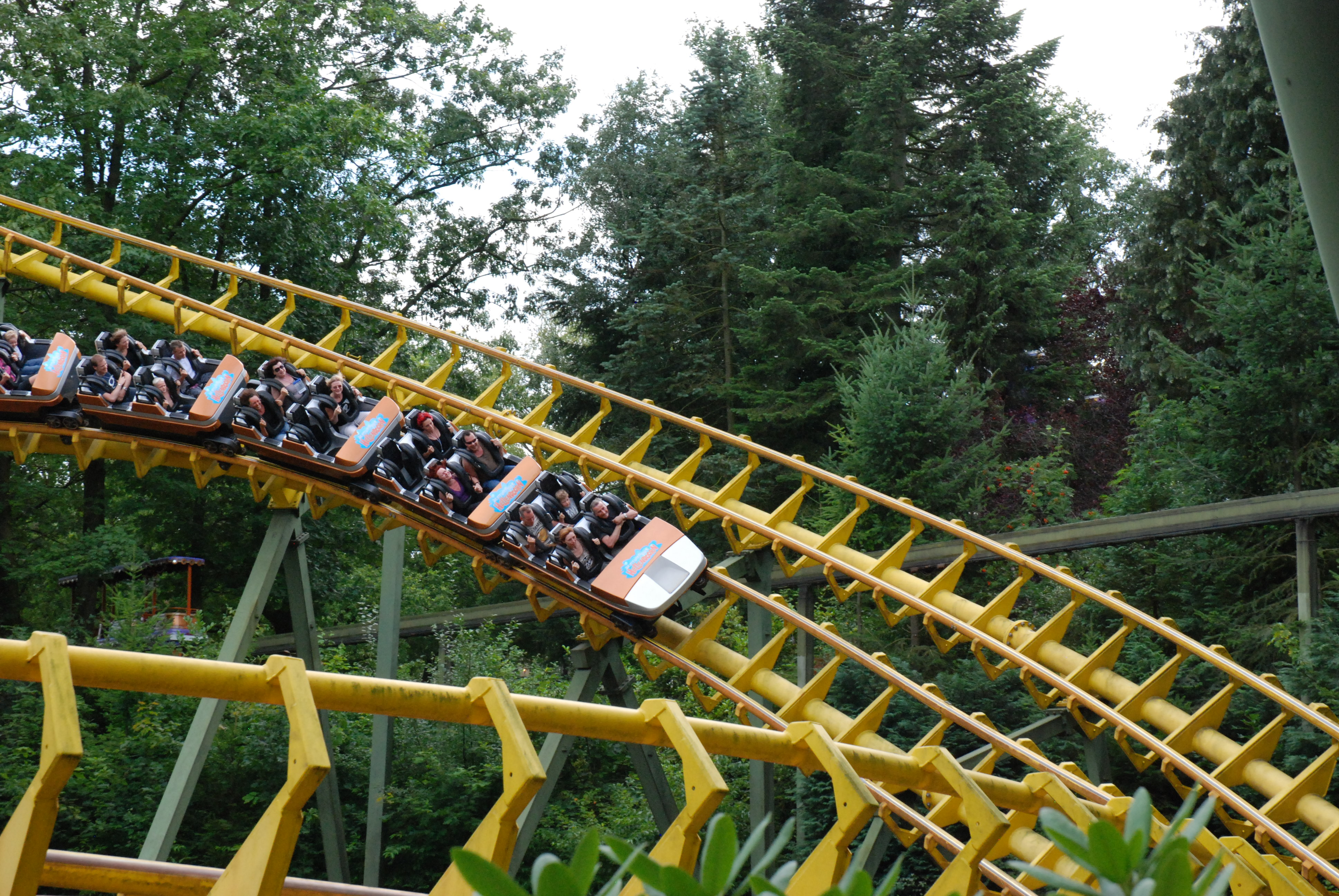
Eerste en derde bocht van de Tornado.
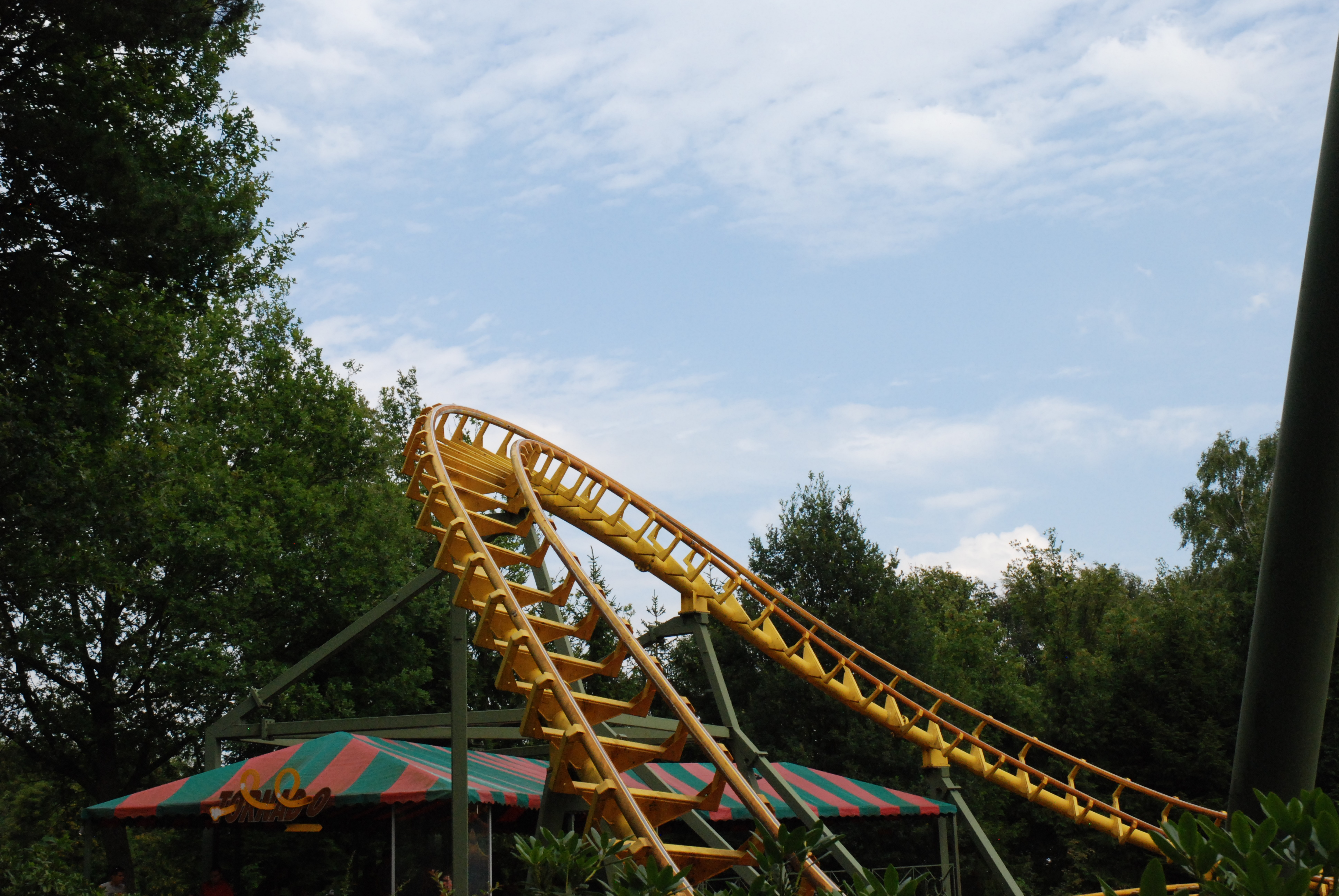
Tweede bocht van de Tornado.
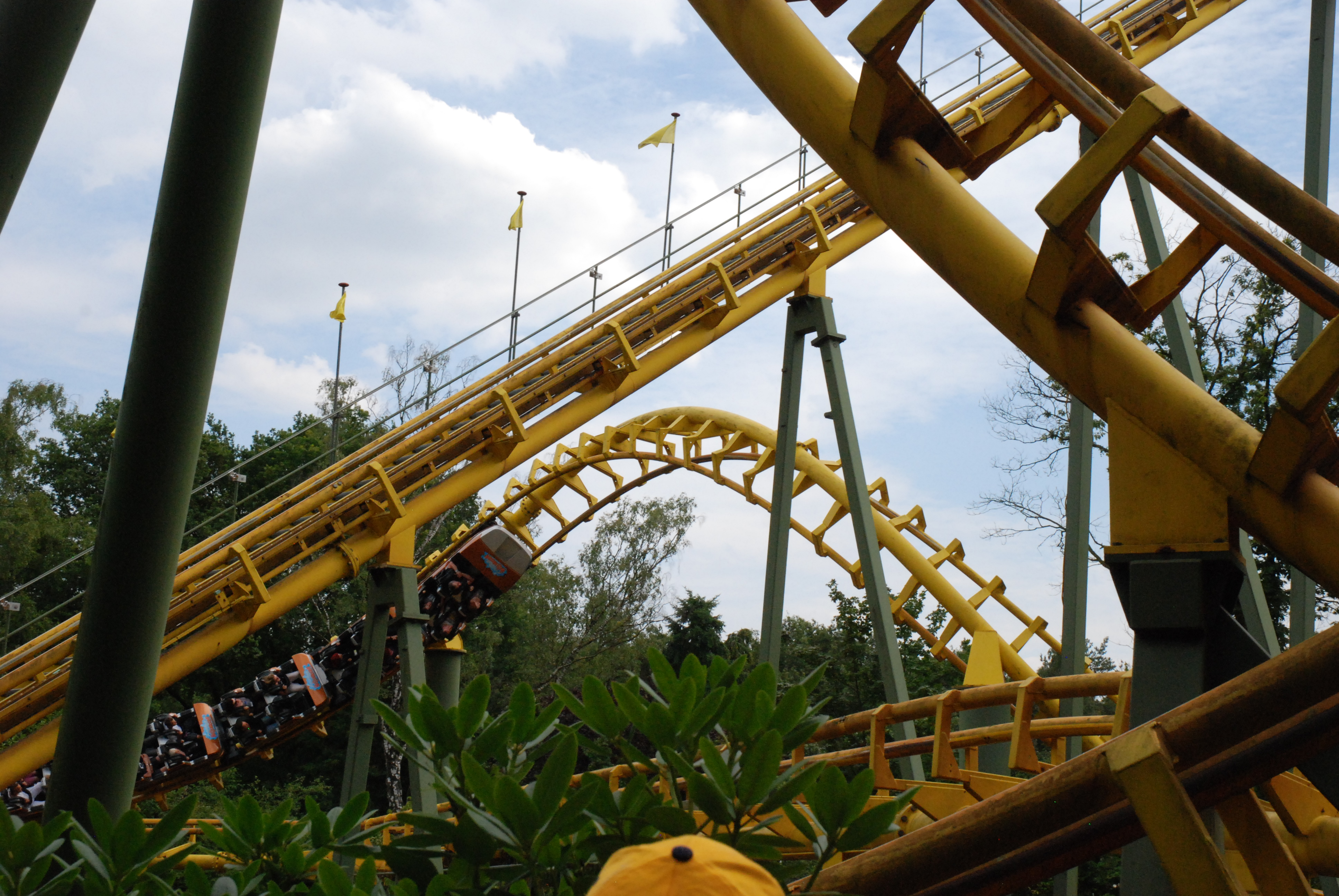
kurkentrekker.
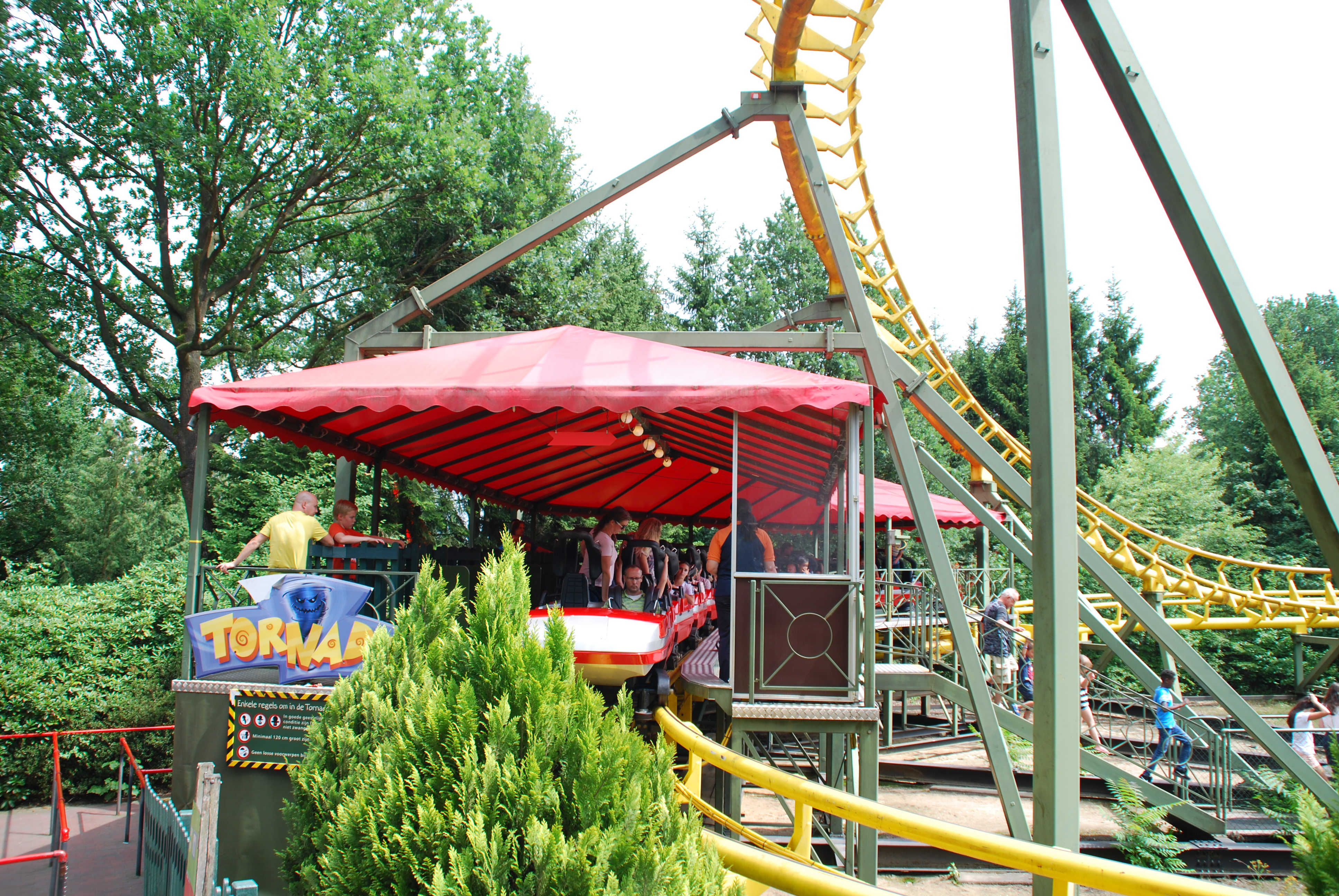
Station met overkapping
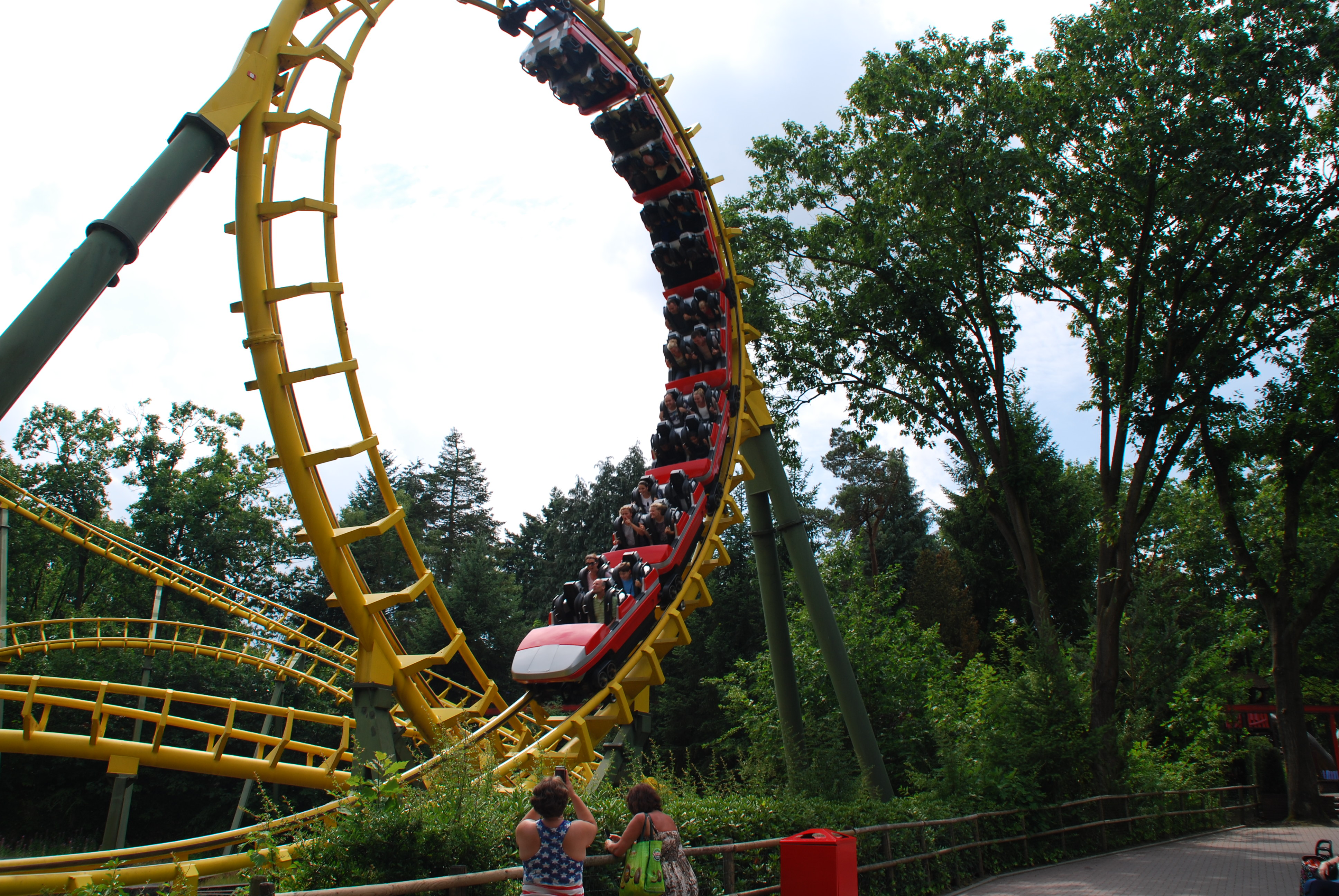
Eerste inversie na de afdaling

Afbeeldingen
 · Lijst van attracties